# تامی بال
تامی بال (انگلیسی: Tommy Ball; ۱۱ فوریهٔ ۱۹۰۰ – ۱۱ نوامبر ۱۹۲۳) بازیکن فوتبال اهل پادشاهی متحد بریتانیای کبیر و ایرلند بود.
از باشگاه‌هایی که در آن بازی کرده‌است می‌توان به باشگاه فوتبال نیوکاسل یونایتد و باشگاه فوتبال استون ویلا اشاره کرد.